# Marie-Elisabeth de Ludres

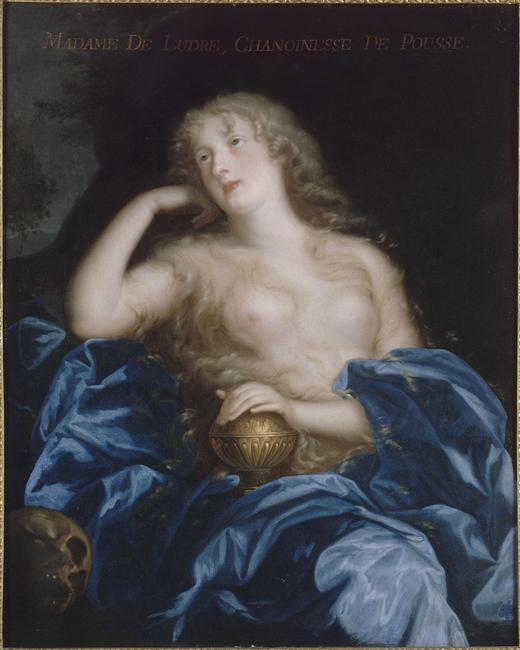
Marie-Elisabeth de Ludres

Marie-Elisabeth Isabelle de Ludres, genannt La belle Isabelle oder auch La belle chanoinesse de Poussay, (* 1647 in Ludres; † 28. Januar 1726 in Nancy) war Ehrendame am Königshof und Mätresse des französischen Königs Ludwig XIV.

## Leben
Marie-Élisabeth war die Tochter von Jean IV. de Ludres und seiner Frau Claude des Salles. Sie wurde als Kanonisse im Kloster von Poussay erzogen und wurde von ihren Eltern mit dem älteren Herzog Karl IV. von Lothringen verlobt. Doch dieser wollte nicht seine Mätresse, Marie-Louise d’Apremont, verlassen und schlug seiner jungen Verlobten eine Ménage à trois vor. Doch Marie-Elisabeth widersetzte sich dem und hatte die Unterstützung des lothringischen Klerus.
Im Jahre 1666 verließ Marie-Elisabeth das Kloster in den Vogesen und ging nach Versailles. Als Ehrendame wurde sie in den Haushalt der Herzogin von Orléans, Henrietta Anne Stuart, der Lieblingsschwester Karls II., gegeben und bei Hofe eingeführt. Es wird vermutet, dass ihre Familie Marie-Elisabeth in der Hoffnung, sie würde dem französischen König Ludwig XIV. auffallen und zur Mätresse aufsteigen, bei Hofe einführte. Nach dem frühen Tod der Herzogin von Orléans († 1670), kam sie in den Hofstaat der französischen Königin Marie Thérèse. Durch ihre Schönheit und ihren lothringischen Akzent zog sie die Höflinge in ihren Bann, darunter den Enkel von César de Bourbon, Philippe de Bourbon-Vendôme. Der König interessierte sich auch für La belle Isabelle. Die Verbindung blieb Madame de Montespan, der Maîtresse en titre des Königs, nicht verborgen, die daraufhin gegen Marie-Elisabeth intrigierte.
1678 verließ Marie-Elisabeth de Ludres den Hof und zog sich ins Kloster des „Orden von der Heimsuchung Mariens“ zurück, nachdem sie eine Geldspende vom König ausgeschlagen hatte. Jahre später und inzwischen verschuldet, war La belle Isabelle gezwungen, eine Pension von Ludwig XIV. zu fordern. Er stellte ihr eine Pension von 2000 Livres aus, von der sie mehr schlecht als recht leben konnte. Sie starb am 28. Januar 1726 in Nancy.